# 夢が踊りだす時
「夢が踊りだす時」（ゆめがおどりだすとき）は、1998年9月23日にリリースされた、原田真二通算33作目のシングル。

## 概要
- KONAMI移籍第2弾シングル。
- はごろもフーズ「ディッパーシーチキン」ティーンズ篇のCMソング。
- このCMは「女子高生がバス通学で異性にときめき、もう一息で声になる」といった、楽曲の内容に即した脚本であった。
- 「Cinderella Magic」の方は、「ヒューマンアカデミー」 CMソング。広島街頭ロケによるミュージック・ビデオが作られた。
- なお、このシングルのジャケット写真は、原田真二オフィシャルサイト開設以来、2011年現在に至るまでフロントページに使用されている。

## 収録曲
- 全作詞・作曲・編曲：原田真二

1. 夢が踊りだす時　　（5分03秒）
  - 「はごろもフーズ」 CMソング
2. Cinderella Magic　　（5分05秒）
  - 「ヒューマンアカデミー」 CMソング
3. 夢が踊りだす時　（カラオケ）
4. Cinderella Magic　（カラオケ）

## 関連収録作品
2004年 Urban Angels 2004  Shine Records